# Tricholochmaea cavicollis
Tricholochmaea cavicollis är en skalbaggsart som först beskrevs av J. L. Leconte 1865.  Tricholochmaea cavicollis ingår i släktet Tricholochmaea och familjen bladbaggar. Inga underarter finns listade i Catalogue of Life.